# Gonzalo Piwonka
Gonzalo Miguel Piwonka Figueroa (Santiago, 10 de octubre de 1931-Ib., 13 de junio de 2011) fue un abogado e historiador chileno, junto con ser profesor de la Universidad de Chile. Además, fue profesor invitado de la Universidad de Glasgow, localizada dentro del Reino Unido.

## Biografía
Nació en 1931 a Víctor Roberto Piwonka Jilabert, de ascendencia alemana, y Isabel del Rosario Figueroa Parot, hermana de Mamerto Figueroa Parot, quien fue alcalde-intendente de Santiago en el año 1953. Su hermano mayor, Víctor Piwonka Figueroa (1923-2005), fue un bombero, iniciando su carrera en 1941. Además, es bisnieto del juez y abogado Mamerto Figueroa Valdivia. 
Estudió Ciencias Sociales y Filosofía en la Universidad de Chile y Certificate and Proficiency en la Universidad de Cambridge. En 1949, fue uno de los uno de los 337 funcionarios del Banco Sud Americano en formar el Sindicato Nacional de Empleados Banco Sud Americano.
Durante 1971, fue asistente del Primer Encuentro Nacional de Profesores de Ciencias Sociales, donde (junto a Gabriel Salazar y Leonardo Castillo) crearon una selección de materiales sobre la historia contemporánea chilena, demostrando varias "campañas de terror" que fueron usadas en contra de Pedro Aguirre Cerda y Arturo Alessandri Palma.
En 1993, fue el representante de la presidencia de Patricio Aylwin Azócar en la Universidad Metropolitana de Ciencias de la Educación en donde dictó los cursos de Introducción al Derecho y Derecho Constitucional en la carrera de Pedagogía en Historia, Geografía y Educación Cívica del Departamento de Historia y Geografía de la mencionada universidad. Tres años más tarde, en 1996, se incorporó al Departamento de Ciencias Históricas de la Universidad de Chile, donde investigó la historia política de Chile en los siglos XIX y XX.  Además, dictó los cursos Derecho constitucional en Chile y El laicismo en el siglo XIX en Chile. A fines de su carrera, se dedicó a estudiar las aguas de Santiago. Falleció en Santiago el 13 de junio de 2011 a los 79 años de edad.

## Obras
- Piwonka, Gonzalo; Luis, Vitale; Moulian, Luis (1999). Para Recuperar la Memoria Histórica: Frei Allende y Pinochet. CESOC. ISBN 956-211-077-X.
- Piwonka, Gonzalo (1999). Las aguas de Santiago de Chile, 1541-1741, Tomo I. Editorial Universitaria. ISBN 956-244-102-4.
- Piwonka, Gonzalo (2000). Orígenes de la libertad de prensa en Chile, 1823-1830. RIL Editores. ISBN 956-284-142-1.
- Piwonka, Gonzalo (2002). Chopitea y Echeverria: Dos empresarios, afines y políticamente antagónicos, del siglo XIX. LOM Ediciones. ISBN 956-291-423-2.
- Piwonka, Gonzalo (2004). 100 años de las aguas de Santiago. Dirección de Aguas del Ministerio de Obras Públicas y Ediciones LOM. ISBN 956-291-712-6.
- Piwonka, Gonzalo (2008). Las sociedades mercantiles antes de la dictación del código de comercio, 1750-1867. Puerto de Palos. ISBN 956-815-050-1.